# Oestroidea
Oestroidea là một liên họ ruồi trong phân nhánh Calyptratae.

## Hình ảnh

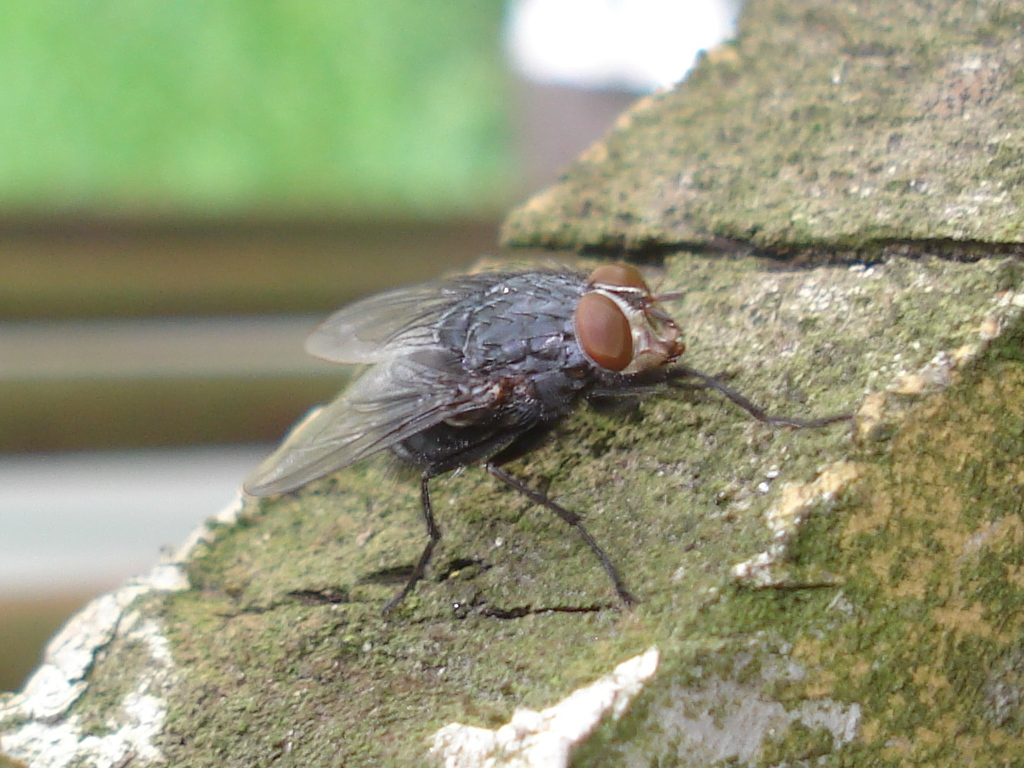